# Wolfang Mejías
Wolfgang Eduardo Mejías (Caracas, 14 marzo 1983) è uno schermidore venezuelano, specialista della spada.

## Palmarès
In carriera ha conseguito i seguenti risultati:
- Giochi Panamericani:

Rio de Janeiro 2007: argento nella spada a squadre.